# 농부의 딸
농부의 딸(The Farmer's Daughter)은 미국에서 제작된 H.C. 포터 감독의 1947년 코미디 영화이다. 로레타 영 등이 주연으로 출연하였고 도어 쉐어리 등이 제작에 참여하였다.

## 출연

### 주연
- 로레타 영
- 조셉 거튼

### 조연
- 에델 베리모어
- 찰스 빅포드
- 로즈 호버트
- 리스 윌리엄스
- 해리 대번포트
- 톰 파워즈
- 윌리엄 해리갠
- 키스 앤디스
- 해리 섀넌
- 렉스 바커
- 터스톤 홀
- 아트 베이커
- 돈 베도
- 제임스 아네스
- 안나 Q. 닐슨
- 존 갤로뎃
- 윌리엄 B. 데이비슨
- 사이 켄들
- 프랑크 퍼거슨
- 윌리엄 베이크웰
- 찰스 레인
- 포레스트 J 애커먼
- 로버트 클락
- 더글러스 에반스
- 베스 플라워스
- 찰스 맥그로우
- 제이슨 로바즈 시니어

## 제작진
- 미술: 알버트 S. 다고스티노
- 미술: 페일드 M. 그레이
- 의상: 에디스 헤드